# Bronson (Michigan)
Bronson – miasto w Stanach Zjednoczonych, w stanie Michigan, w hrabstwie Branch.